# Hydriomena striata
Hydriomena striata là một loài bướm đêm trong họ Geometridae.